# Nawach Kalé
Nawach Kalé (auch: Nawachkalé, Nawa Chkalé, Nawaskalé) ist ein Dorf im Arrondissement Zinder V der Stadt Zinder in Niger.

## Geographie
Das von einem traditionellen Ortsvorsteher (chef traditionnel) geleitete Dorf befindet sich südlich des Stadtzentrums im ländlichen Gemeindegebiet von Zinder, der Hauptstadt der gleichnamigen Region Zinder. Zu den Siedlungen in der Umgebung von Nawach Kalé zählen Garin Goussoum im Nordwesten, Tounfafi im Norden, Dineye und Réréwa im Südosten, Tsamiyal Iyaka im Süden, Kadada im Südwesten sowie Gangara Karimou im Westen.
Wie im gesamten Gemeindegebiet von Zinder herrscht das Klima der Sahelzone vor, mit einer durchschnittlichen jährlichen Niederschlagsmenge zwischen 300 und 400 mm. Beim Dorf liegen vier nicht ständig Wasser führende Teiche (mares). Der südliche Teich, namens Giné, dient der Wasserentnahme, die übrigen drei der Ziegelherstellung.

## Bevölkerung
Bei der Volkszählung 2012 hatte Nawach Kalé 1117 Einwohner, die in 184 Haushalten lebten. Bei der Volkszählung 2001 betrug die Einwohnerzahl 458 in 82 Haushalten.

## Wirtschaft und Infrastruktur
Es gibt eine Schule im Dorf. Die Hauptbeschäftigung der Einwohner ist der Ackerbau, gefolgt von der Viehzucht. Die Wasserversorgung ist unzureichend. Durch Nawach Kalé führt die 980,9 Kilometer lange Nationalstraße 11 zwischen Nigeria und Algerien. Nördlich des Dorfs zweigt die 90,6 Kilometer lange Landstraße RR7-004 nach Matamèye ab.